# Flyvevåbnet
Flyvevåbnet er den luftmilitære gren af Danmarks forsvar og er underlagt Værnsfælles Forsvarskommando, der igen er underlagt Forsvarsministeriet.
Folketinget vedtog den 27. maj 1950, ved lov nr. 242, at Danmark skulle have et selvstændigt flyvevåben.
Flyvevåbnet opstod som en fusion af Hærens Flyvertropper og Marinens Flyvevæsen den 1. oktober 1950 med general C.C. Førslev som militær chef.
Flyvevåbnet, der internationalt forkortes RDAF (Royal Danish Air Force), udgøres af Flyverkommandoen (tidligere Flyverstaben), operative Wings, forskellige skoler og andre støttefunktioner.

## Flyvevåbnets hoved-enheder (2011)
- Air Transport Wing Aalborg (Flyvestation Aalborg)
  - Eskadrille 721
    - Hercules-flighten: 4[4] Transportfly (C-130J-30 Hercules) typebogstav B
    - Challenger-flighten: 4[4] VIP- og havmiljøovervågningsfly (CL-604 Challenger) typebogstav C

  - Desuden 4 observationsfly (T-17 Supporter) typebogstav T

- Helicopter Wing Karup (Flyvestation Karup)
  - Eskadrille 722
    - 8[4] redningshelikoptere (AgustaWestland AW101 (EH-101 Merlin)) typebogstav M
    - 6[4] taktiske troppetransporthelikoptere (AgustaWestland AW101 Merlin TTT) typebogstav M

  - Eskadrille 723
    - 9 flådehelikoptere (Sikorsky MH-60R Seahawk) typebogstav N[5]

  - Eskadrille 724
    - 8[4] observationshelikoptere (AS 550 C2 Fennec) typebogstav P

  - Flyveskolen – Karup
    - 23[4] skolefly (T-17 Supporter) typebogstav T

- Fighter Wing Skrydstrup (Flyvestation Skrydstrup)
  - Fighter Squadron 727 og Fighter Squadron 730
    - 30[4] kampfly (F-16AM og F-16BM) typebogstav E og ET

## Flyvevåbnets øvrige enheder
Air Control Wing, ACW, en af Flyvevåbnets underenheder. ACW har militær overvågning af al flytrafik i dansk og tilstødende luftrum som speciale. De militære operatører holder vågent øje med denne lufttrafik og har kontrollen med jagerfly døgnet rundt på alle årets dage. Dette sker fra et kontrolcenter på Flyvestation Karup.
Tre radarhoveder med store og langtrækkende radarer leverer data til kontrolcentret. De er placeret i Skagen, Skrydstrup (Sønderjylland) og Bornholm.
ACW har tillige et mobilt kontrolcenter, som ved et højt beredskab kan indsættes, hvor politikere og Forsvarets ledelse ønsker det. Denne enhed kan løse de samme opgaver som kontrolcentret på Flyvestation Karup. Enheden opererer fra mobile containere og er udrustet med en langtrækkende radar af typen TPS-77 produceret af Lockheed Martin samt et antal kortrækkende radarer.
ACW har i mere end fire år haft dele af enheden – en kortrækkende radar og teknisk personale – udsendt til den afghanske hovedstad Kabul, hvor de medvirker til at højne flyvesikkerheden ved at levere data til kontroltårnet i Kabuls internationale lufthavn. Disse data giver flyvelederne uvurderlige informationer om flytrafikken i området.
I Kastrup Lufthavn har ACW placeret flyveledere og flyvelederassistenter, der sammen med den civile luftrumskontrol afvikler både den militære og civile flytrafik. Endelig har ACW sin egen uddannelsesenhed, som grund-, efter- og videreuddanner militære medarbejdere til ACW-specialer.
- Control and Reporting Centre Karup (CRC Karup).
- Mobile Air Control Centre (MACC).
- Joint Datalink Operations Centre (JDLOC).

Operations Support Wing (OSW) oprettedes 1. januar 2019 som en del af nyordningen af det samlede Forsvar. Intentionen er en mere operativt fokuseret myndighed med enkelte uddannelsesområder. I nyordningen blev Flyvevåbnets sergentuddannelser overført til Forsvarsakademiet under Flyvevåbnets Officersskole med en underliggende enhed benævnt Flyvevåbnets Sergentskole (FSGS). DA OSW blev oprettet blev Air Force Training Centre (AFTC) nedlagt, idet nogle uddannelser blev bibeholdt bl.a. værnepligtsuddannelsen.
Prinsens Musikkorps I oktober 2020 blev musikkorpset overført Flyvevåbnet, Efter det i 2004 var blevet overført fra sit oprindelig regiment, Prinsens Livregiment til Jydske Dragonregiment.

## Historie
Den 8. februar 1951 blev de første fem eskadriller oprettet efter NATO's nummersystem. 1. Luftflotille med blandt andre Supermarine Sea Otter-flyvebåde udstationeret på Margretheholm og en Flyvende Fæstning i Kastrup blev til Eskadrille 721. 3. og 4. Eskadrille i Hærens Flyvertropper med Supermarine Spitfire, Airspeed Oxford og Harvard blev til Eskadrille 722 i Værløse. 3. Luftflotille med Meteor F.4-jetjagere blev til Eskadrille 723. Eskadrille 724 blev nyoprettet med Meteor F.8-jetjagere i Karup. Den femte eskadrille var Eskadrille 725, der var Hærens Flyvertroppers 5. Eskadrille med Spitfire HF.IX.
Flyvevåbnet modtog i 1950'erne seks Republic F-84E Thunderjet og 238 F-84G Thunderjet i våbenhjælp fra USA. Jagerbomberen F-84 var med i Koreakrigen. Til at flyve alle disse fly oprettede Flyvevåbnet fem nye eskadriller (726 til 730) i Karup i perioden august 1952 til januar 1954. Den første F-84-eskadrille blev dog Eskadrille 725, der overgik til F-84E i 1951. Den kraftige ekspansion havde sin pris, idet der hverken var tosædede F-84 eller realistiske flysimulatorer til rådighed. Hele 89 af F-84-flyene havarerede med 40 omkomne piloter til følge. Nogle af havarierne skyldtes det lave erfaringsniveau i det unge værn, men også taktikken bar en del af skylden. De amerikanske instruktører, der var veteraner fra 2. verdenskrig og Koreakrigen, havde indprentet de unge flyveelever, at jagerbombere skulle flyve lavt og hurtigt for at undgå at blive skudt ned.
Tre ting blev sat i værk for at nedbringe tabene. Træningseskadrillen med 12 tosædede Lockheed T-33A overgangstræningsfly blev oprettet i 1956. Her fik netop hjemkomne piloter fra USA træning i at flyve under danske vejrforhold. Eskadrille 722 blev i 1956 omdannet til en ren redningseskadrille, der fra 1957 havde syv Sikorsky S-55 redningshelikoptere til rådighed. Endelig blev Air Chief Marshal Hugh Saunders fra Royal Air Force ansat i 1954 til at reorganisere Flyvevåbnet.
Den 2. juli 1962 blev Hærens fire luftværnsbatterier med NIKE-missiler overdraget til Flyvevåbnet. De skulle beskytte København mod sovjetiske ballistiske missiler og højtflyvende bombefly. Eskadrille 531 i Gunderød (Nordsjælland), 532 i Kongelunden (Amager), 533 i Sigerslev (Stevns) og 534 i Tune (Roskilde) indgik i Luftværnsgruppen (LVG). I januar 1965 opstillede Luftværnsgruppen fire eskadriller HAWK-missiler, primært til at beskytte NIKE-ramperne mod lavtgående fly. Det drejede sig om 541 på Flakfortet, senere på Middelgrundsfortet (Øresund), 542 på Aflandshage (Amager), 543 i Højerup (Stevns) og 544 Svælgsgård (Roskilde).

## Flyvevåbnet i krig
- Den congolesiske borgerkrig, Sikorsky S-55-helikopterbesætninger, 1960-1964[8]
- Operation Allied Force, Restjugoslavien, 9 F-16-fly (Grazzanise AB, Italien), 1999[9].
- Operation Enduring Freedom, Afghanistan, 6 F-16-fly (Ganci AB, Kirgisistan, 743 missioner), 2001-2003[9]
- UNAMI, Kuwait/Irak, 1 C-130 Hercules transportfly fra ATW med support og sikkerhed fra CSW/660SQN, JAN-AUG 2007
- HELDET/IRAK, Irak, 4 Fennec-helikoptere, 2007 [10]
- International Security Assistance Force (ISAF), Afghanistan, 4 Fennec-helikoptere, 2008[11][12]
- Operation Unified Protector, Libyen, 4 × F-16-fly, (Sigonella-basen, Sicilien, 600 missioner og 923 kastede præcisionsbomber[13]), 2011
- Operation Ocean Shield, Adenbugten, 1 × CL-604 (Seychellerne), 2011-2016[14][15]
- Operation Serval (militær intervention i Mali), 1 × C-130 transportfly, 2013[16]
- Operation Inherent Resolve – Bombninger af Islamisk Stat i Irak, 7 × F-16-fly i Kuwait[17]

## Danske militærfly efter 2. verdenskrig

### Fastvingefly
- 6 Percival Proctor 1945-1951.
- 7 Supermarine Sea Otter 1946-1952.
- 44 Airspeed Oxford 1946-1955.
- 39 Harvard 1946-1959.
- 8 Consolidated PBY-5A Catalina 1947-1970.
- 41 Supermarine Spitfire 1947-1955.
- 10 Kramme & Zeuthen KZ-VII 1948-1977 typebogstav O.
- 1 Boeing B-17 1948-1955.
- 40 Gloster Meteor F 1949-1957.
- 29 Gloster Meteor T 1950-1962.
- 27 de Havilland Canada DHC-1 Chipmunk 1950-1976 typebogstav P.
- 6 Fairey Firefly 1951-1959.
- 6 Republic F-84E Thunderjet 1951-1955.
- 12 Kramme & Zeuthen KZ-X 1952-1959.
- 238 Republic F-84G Thunderjet 1952-1961 Buzz letter K som Karup og S som Skrydstrup, senere typebogstav A .
- 26 Lockheed T-33 1953-1977 typebogstav DT.
- 8 Douglas C-47 Skytrain 1953-1982 typebogstav K.
- 30 Hawker Hunter 1956-1974 typebogstav E.
- 7 Percival Pembroke 1956-1960.
- 23 Republic RF-84F Thunderflash 1957-1971 typebogstav C.
- 8 Consolidated PBY-6A Catalina 1957-1970 typebogstav L.
- 16 Piper Cub 1957-1977 typebogstav Y.
- 59 North American F-86D Sabre 1958-1966 Buzz letter A som Ålborg, senere typebogstav F.
- 4 Hawker Hunter T 1958-1974 typebogstav ET.
- 72 North American F-100D/F Super Sabre 1959-1982 typebogstaver G og GT.
- 6 Douglas C-54 Skymaster 1959-1977 typebogstav N.
- 51 Lockheed F-104 Starfighter 1964-1986 (ekstra tilkøbt i 1972) typebogstaver R og RT.
- 48 SAAB F-35 Draken 1970-1992 typebogstaver A, AT og AR.
- 7 Lockheed Martin C-130 Hercules 1975 – typebogstav B.
- 32 SAAB T-17 Supporter 1975 – typebogstav T (heraf er 9 overtaget fra Hærens Flyvetjeneste i 2003).
- 70 General Dynamics F-16 1980 – typebogstaver E og ET.
- 3 Grumman C-20 Gulfstream III 1982 – 2004 typebogstav F.
- 3 Bombardier CL-604 Challenger 2000 – typebogstav C.
- 11 Sagem Sperwer drone 2002-2005 typebogstav D.
- 2 Pipistrel Velis Electro fra efteråret 2021. Typebogstavet er endnu ukendt.

### Helikoptere
- 3 Bell-47D Sioux 1952-1958.
- 7 Sikorsky S-55C Chickasaw 1957-1966 typebogstav S.
- 3 Bell-47J Castor 1958-1966 typebogstav T.
- 8 Sud Aviation Alouette III 1961-1977 typebogstav M (udskilt til Søværnets Flyvetjeneste i 1977).
- 9 Sikorsky S-61A 1965-2010 typebogstav U.
- 15 Hughes H-500M Cayuse 2003-2005 typebogstav H (fra Hærens Flyvetjeneste i perioden 1970-2003).
- 12 AS 550 C2 Fennec 2003 – typebogstav P  (fra Hærens Flyvetjeneste i perioden 1987-2003).
- 14 AgustaWestland AW101 Merlin 2006 – typebogstav M.
- 10 Westland Lynx 2011–2017 typebogstav S (fra Søværnets Helikoptertjeneste i perioden 1980-2010).[18]
- 9 Sikorsky MH-60R Seahawk (2 formelt modtaget ved roll-out i USA i oktober 2015 med fysisk levering af alle 9 i 2016-18).[19]

## Flyvevåbnets chefer
Chefer for Hæren og Søværnets Fælles Flyverledelse
- 1947 - 1950: Oberst T.P.A. Ørum[20]

Chefer for Flyvevåbnet
- 1950 – 1955: Generalløjtnant C.J. Førslev.
- 1955 – 1959: Generalmajor T. Andersen.
- 1959 – 1962: Generalmajor K.R. Ramberg.
- 1962 - 1969: Generalmajor H.J. Pagh.

Chefer/Inspektører for Flyvevåbnet
- 1970 - 1982: Generalmajor N. Holst-Sørensen.
- 1982 - 1984: Generalmajor P. Thorsen.
- 1984 - 1990: Generalmajor B.V. Larsen.

Chefer for Flyvertaktisk Kommando
- 1955 - 1959: Generalmajor K.R. Ramberg.
- 1959 - 1961. Generalmajor E.C.T. Jensen.
- 1961 – 1962: Generalmajor H.J. Pagh.
- 1962 – 1966: Generalmajor E. Rasmussen.
- 1966 – 1967: Generalmajor J. Brodersen.
- 1967 – 1972: Generalmajor P. Zigler.
- 1972 – 1978: Generalmajor J. Brodersen.
- 1978 – 1982: Generalmajor P. Thorsen.
- 1982 – 1986: Generalmajor C.S. Børgesen.
- 1986 – 1990: Generalmajor M.V. Hansen.
- 1990 – 1994: Generalmajor O. Fogh.
- 1994 – 1997: Generalmajor L. Tophøj.
- 1997 – 2000: Generalmajor K.E. Rosgaard.
- 2000 – 2005: Generalmajor L. Simonsen.
- 2005 – 2009: Generalmajor S.Ø. Nielsen.
- 2009 – 2014: Generalmajor H.R. Dam.

Chefer for Flyverstaben
- 2014 - 2017: Generalmajor M.A.L.T. Nielsen (MALT).
- 2017 - 20XX: Generalmajor A. Rex (ERA)[22]

Chef for Flyverkommandoen
- 2021 - : Generalmajor Jan Dam.[23]

## Flyvevåbnets 60-årsjubilæum
Som fejring af Flyvevåbnets 60-årsjubilæum afholdtes søndag den 6. juni 2010 et stort flyshow på Flyvestation Skrydstrup.
De omkring 150.000 besøgende skabte trafikkaos i området.